# 기요시코진역
기요시코진역(일본어: 清荒神駅, きよしこうじんえき)은 일본 효고현 다카라즈카시에 있는 한큐 전철 다카라즈카 본선의 역이다. 역 번호는 HK-55이다.

## 역사
- 1910년 3월 10일: 미노오아리마 전기궤도(현, 한큐 전철) 개통과 동시에 영업 개시.
- 2013년 12월 21일: 역 번호 도입.

## 역 구조
상대식 승강장 2면 2선의 지상역이다. 분기기, 절대 신호를 갖지 않아 정류장으로 분류된다. 역사는 우메다 방면 승강장 측에 있고 반대쪽의 다카라즈카 행 승강장과는 지하도로 연결된다. 다카라즈카 행 승강장의 다카라즈카 방향에 임시 개찰구가 있고, 설날 등의 다객 때 사용되었지만 2005년 말에 개장되어 평상 시에도 사용하게 되었다. 이에 따라, 지하도를 다니지 않아도 다카라즈카 행 승강장에서 직접 출입할 수 있게 되었다.

### 승강장
| 번호 | 노선              | 방향 | 행선                                                      |
| ---- | ----------------- | ---- | --------------------------------------------------------- |
| 남측 | ■ 다카라즈카 본선 | 하행 | 다카라즈카・고베・니시노미야키타구치・니가와・이마즈 방면 |
| 북측 | ■ 다카라즈카 본선 | 상행 | 오사카 (우메다)・주소・미노오・ 교토・기타센리 방면       |

## 역 주변
- 기요시코진세이초지
- 다카라즈카 시립 중앙 도서관
- 다카라즈카 시립 문화 시설 베가 홀 - 파이프 오르간을 갖추었다.
- 다카라즈카 기요시코진 우체국
- 다카라즈카 아사히마치 우체국
- 다카라즈카 경찰서
- 효고 현 고베 기타 현민국 다카라즈카 종합청사
- 간사이 학원 초등부

## 사진

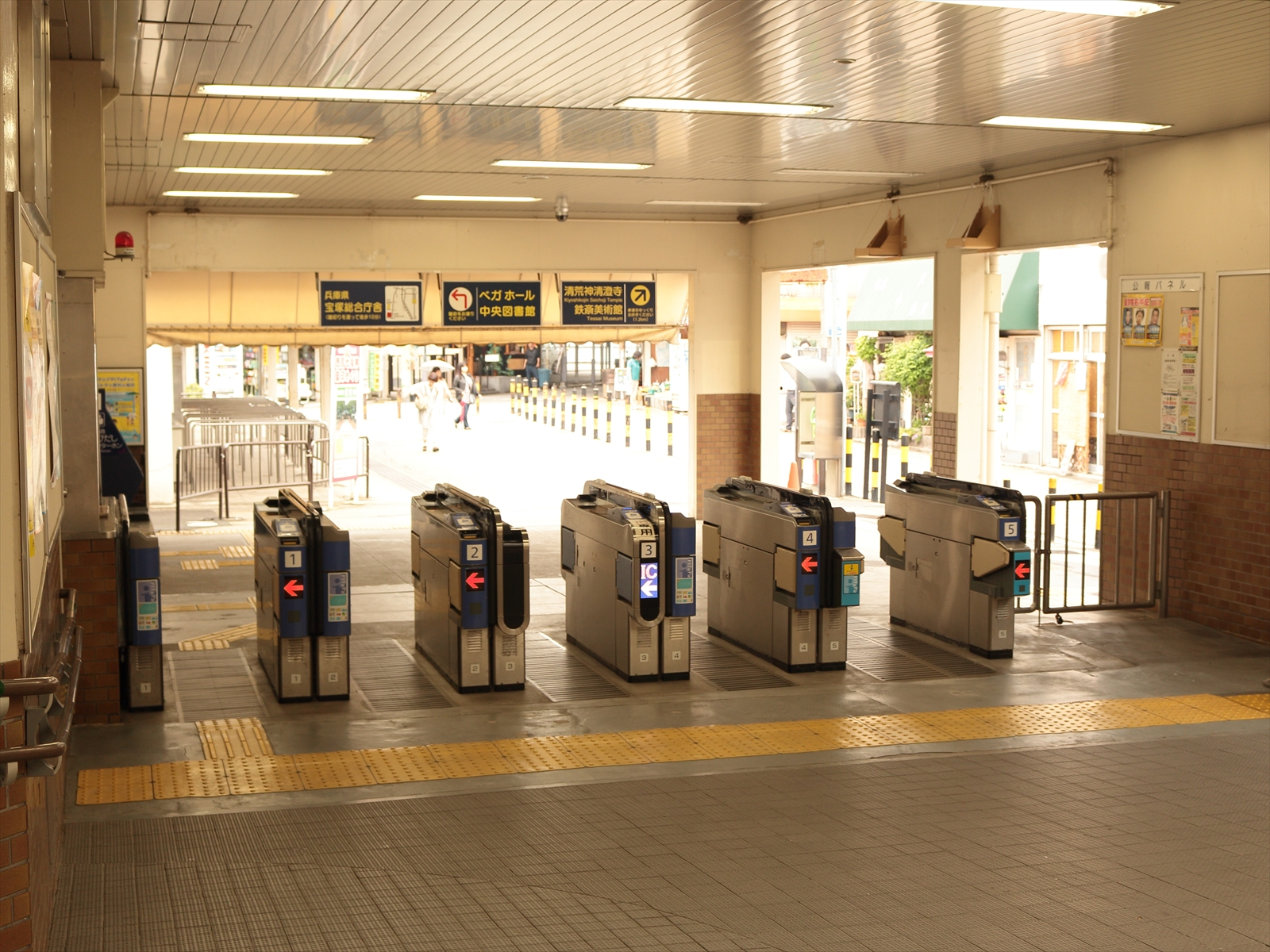
북쪽 출입구
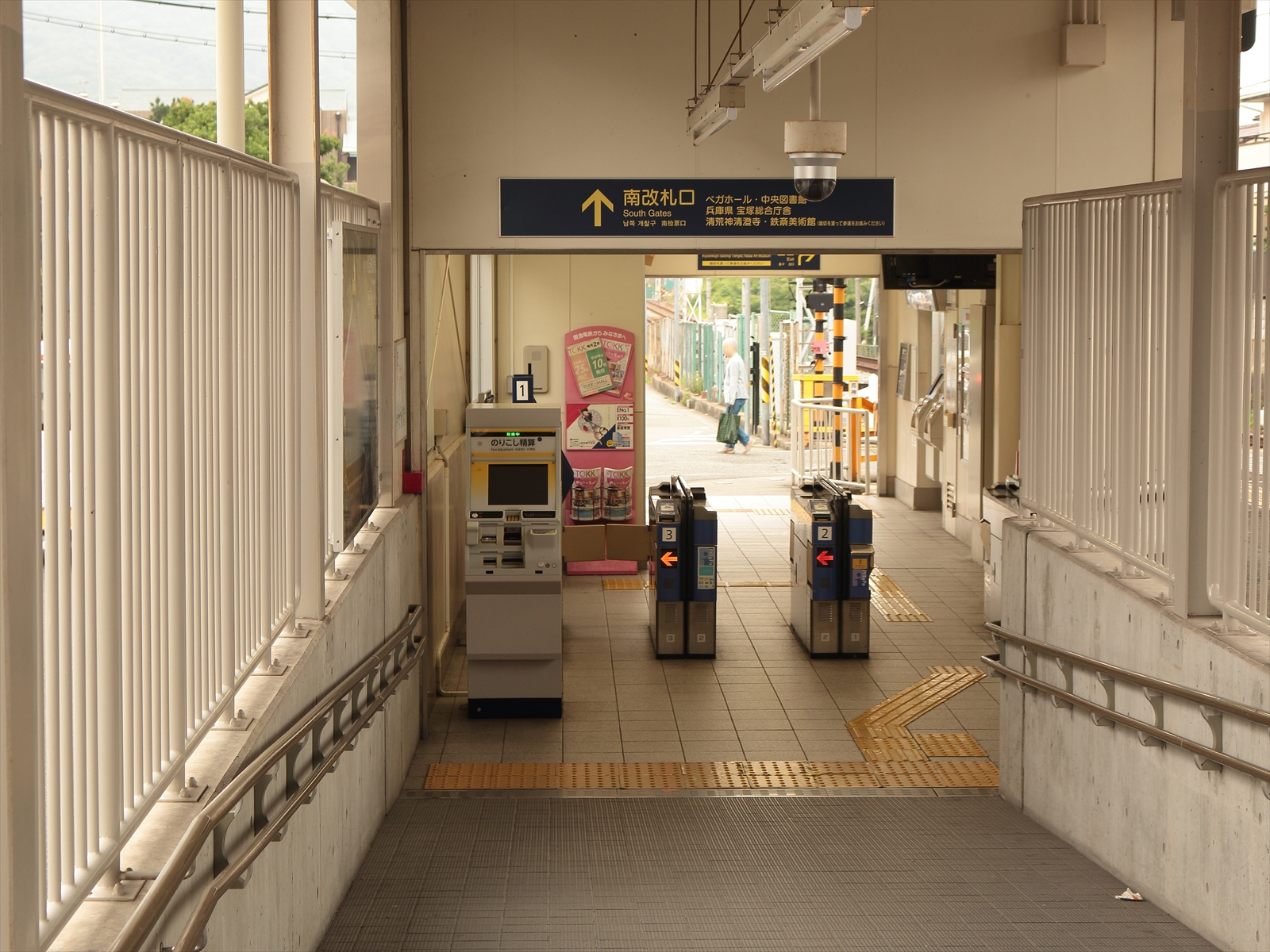
남쪽 출입구
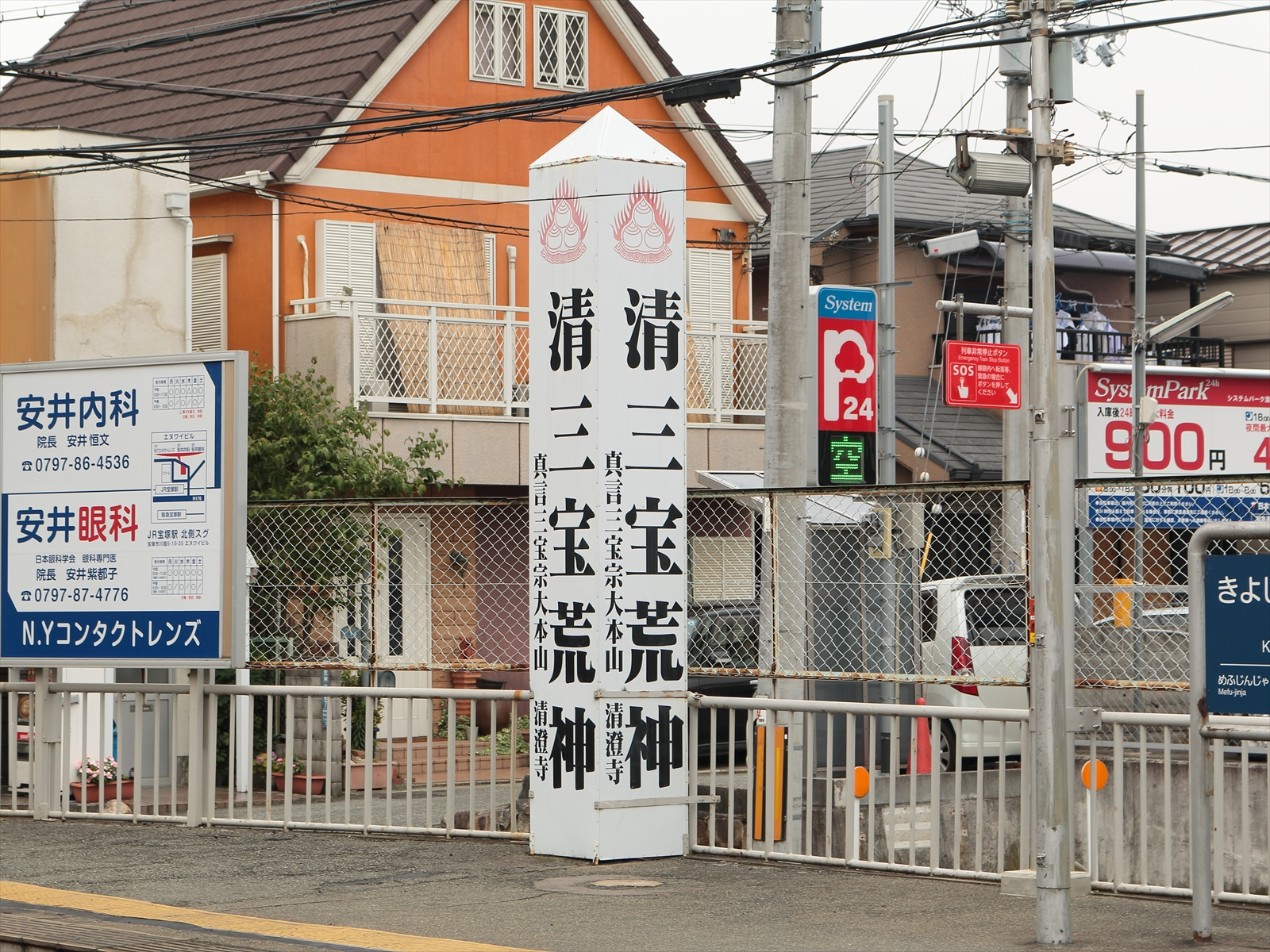
플랫폼 상의 기요시코진세이초지 입간판
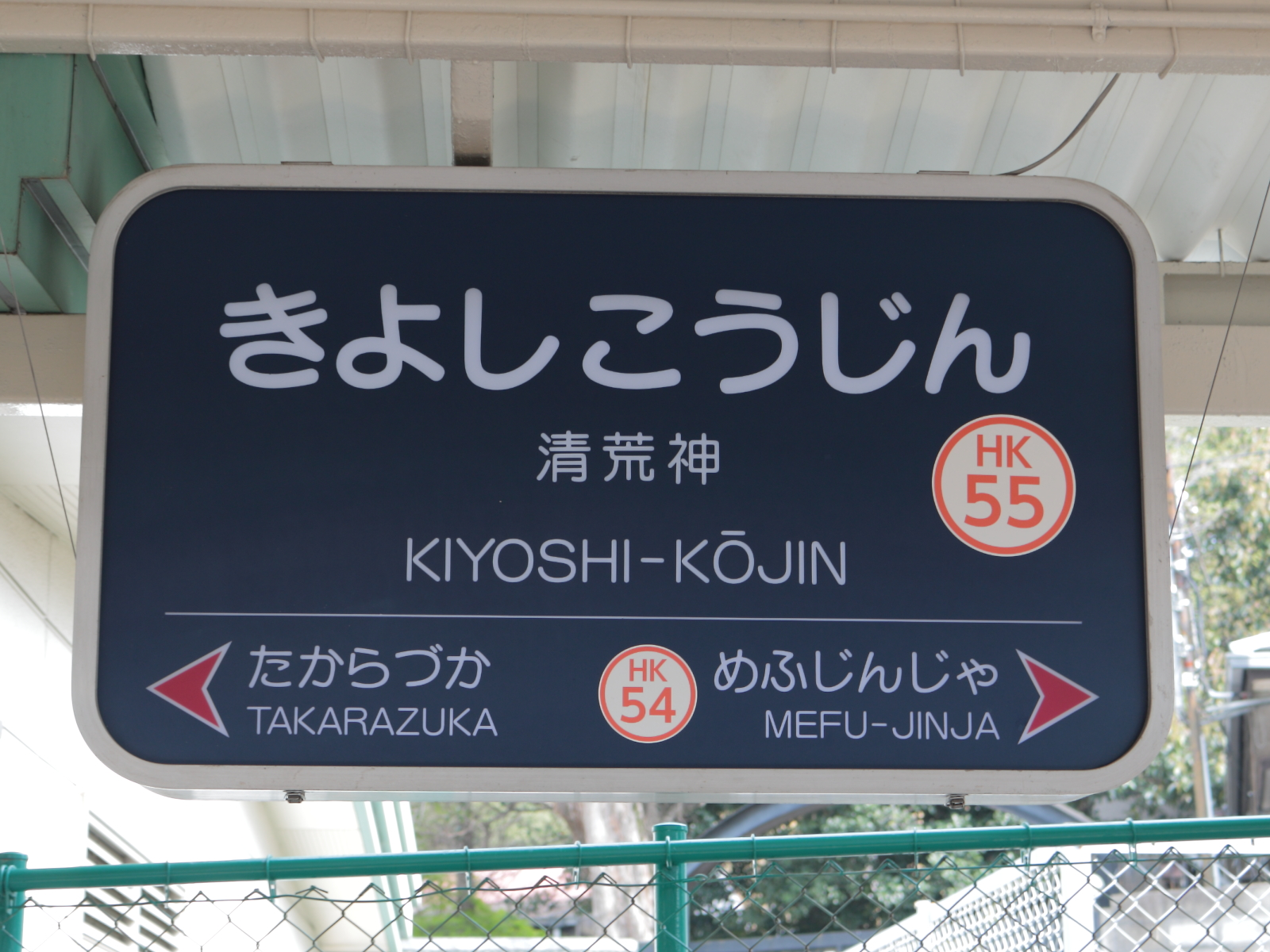
역명판

## 인접역
| 한큐 전철 ■ 다카라즈카 본선 | 한큐 전철 ■ 다카라즈카 본선 | 한큐 전철 ■ 다카라즈카 본선      |
| --------------------------- | --------------------------- | -------------------------------- |
| HK-54 메후진자 우메다 방면  | ■ 급행 ■ 준급 ■ 보통        | 다카라즈카 HK-56 다카라즈카 방면 |